# Hârtop
Hârtop é uma comuna romena localizada no distrito de Suceava, na região de Moldávia. A comuna possui uma área de  km² e sua população era de 2614 habitantes segundo o censo de 2007.